# Salomon Jonkler
Salomon Jonkler (ur. 25 listopada 1891 w Krakowie, zm. 1943 w Tarnowcu) – polski architekt żydowskiego pochodzenia, działający w Krakowie.

## Życiorys
Syn Mejera i Gitel Rachel Schneider. W 1913 ukończył krakowską Szkołę Przemysłową. Praktykował m.in. pod okiem Henryka Lamensdorfa i Rudolfa Handa. W 1920 otrzymał koncesję budowniczego. Należał do charytatywnego Stowarzyszenia Nadzieja. Był członkiem zarządu Stowarzyszenia Zawodowego Budowniczych, Kierowników Robót, Techników i Przemysłowców Budowlanych w Krakowie. Podczas okupacji przebywał w obozie pracy przymusowej w Szebniach; w listopadzie 1943 został rozstrzelany w trakcie likwidacji obozu.

## Dzieła
- 1931: przebudowa synagogi Chewra Thilim w Krakowie
- 1933–1934: kamienica przy ulicy Żuławskiego 6 w Krakowie
- 1933–1935: kamienica przy ulicy Sobieskiego 22 w Krakowie
- 1935: kamienica przy ulicy Dojazdowej 5 w Krakowie
- 1936–1938: kamienica przy ulicy Królewskiej 10 w Krakowie
- 1938–1939: kamienica przy ulicy Urzędniczej 62 w Krakowie
- 1938–1940: kamienica przy ulicy Urzędniczej 60 w Krakowie
- 1938–1942: kamienica przy ulicy Friedleina 32 w Krakowie